# Люмінофор

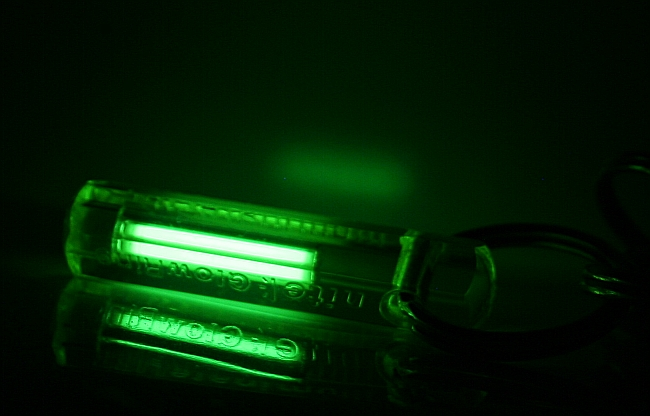
Люмінофорна лампа

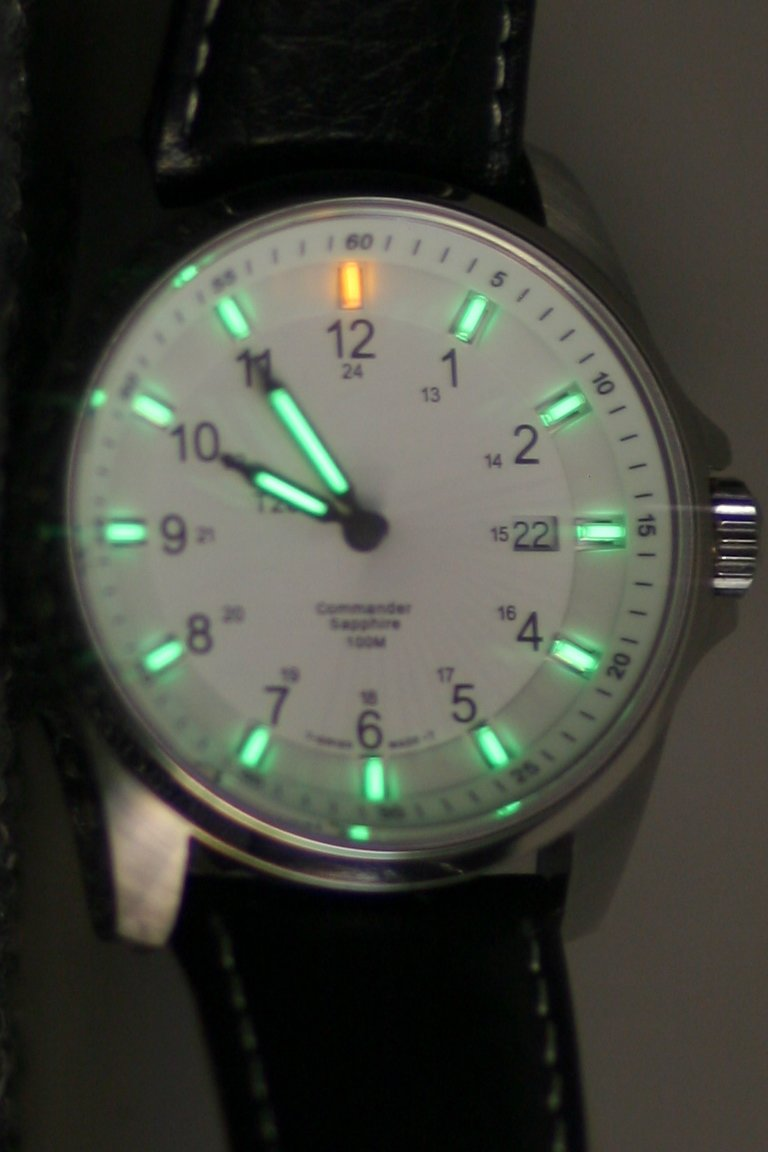
Годинник з люмінофором на основі тритія

Люмінофор — речовина, яка має властивість світитися при збудженні, тобто проявляти люмінесценцію.
Люмінофори широко використовуються в електроніці, наприклад, ними покривають екран електропроменевої трубки, де їхнє світіння при бомбардуванні електронами формує зображення, в сцинтиляційних лічильниках тощо.
За часом висвічування люмінофори можна розділити на флуорофори і фосфори, відповідно до флуоресценції та  фосфоресценції, які їм властиві.
За типом речовини люмінофори поділяються на неорганічні та органічні. До неорганічних люмінофорів належать такі речовини, як сульфід цинку, легований іонами рідкісноземельних металів, оксисульфіди рідкісноземельних металів із домішками інших рідкісноземельних металів, легований оксид ітрію, ортосилікат цинку із домішками іонів мангану та інші. Органічні люмінофори здебільшого пі-спряжені системи або метал-органічні комплекси.

## Загальний опис
Термін може означати:
1. Частина молекулярної частинки (атом чи група атомів), на якій зосереджується електронне збудження, що асоціюється з певною емісійною смугою(аналог до хромофора в спектрах поглинання).
2. Речовина, що люмінесціює в певній області спектра внаслідок випромінювання енергії збудження. Наприклад, розчини флуоресцентних барвників, сцинтилятори.
3. Люмінесцентна речовина прикладного призначення.

Світіння неорганічних люмінофорів (кристалофосфорів) зумовлено в більшості випадків присутністю сторонніх катіонів, що містяться в малих кількостях (до 0,001 %).
Такі домішки (активатори) зазвичай є катіонами металів; наприклад, світіння сульфіду цинку активується катіоном міді. Неорганічні люмінофори застосовують в люмінесцентних лампах, електронно-променевих трубках, для виготовлення рентгенівських екранів, служать індикаторами радіації тощо. Органічні люмінофори (люмогени) застосовують для виготовлення яскравих флуоресцентних фарб, люмінесцентних матеріалів, використовують в чутливому люмінесцентному аналізі в хімії, біології, медицині та криміналістиці.
Фотолюмінофори на основі сульфіду цинку мають низку недоліків: вони нестійкі при ультрафіолетовому опроміненні, мають невеликий час післясвітіння, низьку яскравість післясвітіння.

## Можливості. Деякі переваги і відмінності пігментів люмінофора
- Період післясвітіння в 50 разів більший, ніж у звичайного фосфоресцентного пігменту, заснованого на ZnO
- Активація хвилями різної довжини (200-450 нм), але найкращий результат виходить при активації світлом з довжиною хвилі, меншою від 350 нм.
- Початкова яскравість післясвітіння як мінімум в 10 разів довша, ніж у радіо-люмінесцентних і фотолюмінесцентних пігментів.
- Збільшення люмінесценції та післясвітіння зі збільшенням часу активації
- Чудові погодна і світлова стійкість.
- Відсутність небезпечних для здоров'я і радіоактивних речовин.
- Не забруднює довкілля і має високу хімічну стабільність.

## Різновиди
Найбільшого поширення набули фотолюмінофори і електролюмінофори.
Ці люмінофори є сумішами складного складу: алюмінат стронцію, активований європієм, диспрозієм, ітрієм. Хімічна формула: (SrAl2O4): Eu, Dy, Y.
Фотолюмінофори на основі алюмінатів інертні до водних і сольвентних середовищ, стійкі до різних типів опромінення і мають післясвіченням до 28 годин. Люмінофори нетоксичні, пожежовибуховобезбезпечні, небезпечне радіоактивне випромінювання відсутнє (порівнянне з фоновим).
Фотолюмінофор є малонебезпечною речовиною за впливом на організм, клас небезпеки за компонентами - 4. Впливає в основному на слизову оболонку верхніх дихальних шляхів, не подразнює здорову шкіру, при потраплянні на ушкоджену шкіру може викликати сухість, почервоніння, свербіж.

## Порівняння алюмінат-стронцієвого люмінофора зі звичайними фосфоресцентними пігментами
| Характеристика                     | Алюмінат-стронцієвий жовто-зелений | Алюмінат-стронцієвий блакитний | Звичайні фосфоресцентні пігменти                 |
| ---------------------------------- | ---------------------------------- | ------------------------------ | ------------------------------------------------ |
| Хімічний склад                     | Sr4Al14O25: Eu, Dy                 | SrAl2O4: Eu, Dy                | ZnS: Cu                                          |
| Колір                              | Світлий жовто-зелений              | Світліший ніж жовто-зелений    | Жовто-зелений                                    |
| Колір післясвітіння                | Зелений                            | Блакитний                      | Зелений, блакитний, червоний, фіолетовий і т. п. |
| Розмір часток                      | 100-130 мікрон                     | 60-80 мікрон                   | 20-40 мікрон                                     |
| Енергія збудження                  | 200-450 нм                         | 200-450 нм                     | 200-450 нм                                       |
| Розповсюдження довжини хвилі (пік) | 580 нм                             | 540 нм                         | 530 нм                                           |
| Яскравість післясвітіння 1)        | Близько 340 мкд/м²                 | Близько 300 мкд/м²             | 20-30 мкд/м²                                     |
| Згасання післясвітіння 2)          | Більше 3000 хвилин                 | Більше 3000 хвилин             | Після 200 хвилин                                 |
| Час активації 3)                   | Близько 20 хвилин                  | Близько 20 хвилин              | Близько 4 хвилин                                 |
| Світлостійкість 4)                 | Понад 1000 годин                   | Понад 1000 годин               | 10-24 годин                                      |
| Хімічна стійкість                  | Чудова (виключаючи воду)           | Чудова                         | Різна                                            |
| Питома вага 5)                     | 3,6                                | 3,6                            | 4,1                                              |

Примітки: 
- 1. Яскравість після 10 хвилин активації протягом 5 хв за допомогою ксенонової лампи в 1000 люксів.
- 2. Проміжок часу необхідний для зменшення яскравості післясвітіння до 0.32 mcd/m2 (межа сприйняття людського ока).
- 3. Необхідний час для насичення Xe лампи в 1000 люкс.
- 4. Необхідний час для початку зниження післясвітіння на 20% після висвітлення 300 Вт ртутною лампою високого тиску (прискорений тест на світлостійкість).
- 5. У порошкоподібної формі.